# Autrechêne
Autrechêne è un comune francese di 308 abitanti situato nel dipartimento del Territorio di Belfort nella regione della Borgogna-Franca Contea.
Nel territorio comunale il fiume Saint-Nicolas si unisce alla Madeleine per dare origine alla Bourbeuse.

## Società

### Evoluzione demografica
Abitanti censiti